# Listă de comune din județul Harghita
Această listă de comune din județul Harghita cuprinde toate cele 58 comune din județul Harghita în ordine alfabetică.

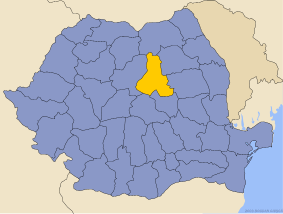
Județul Harghita

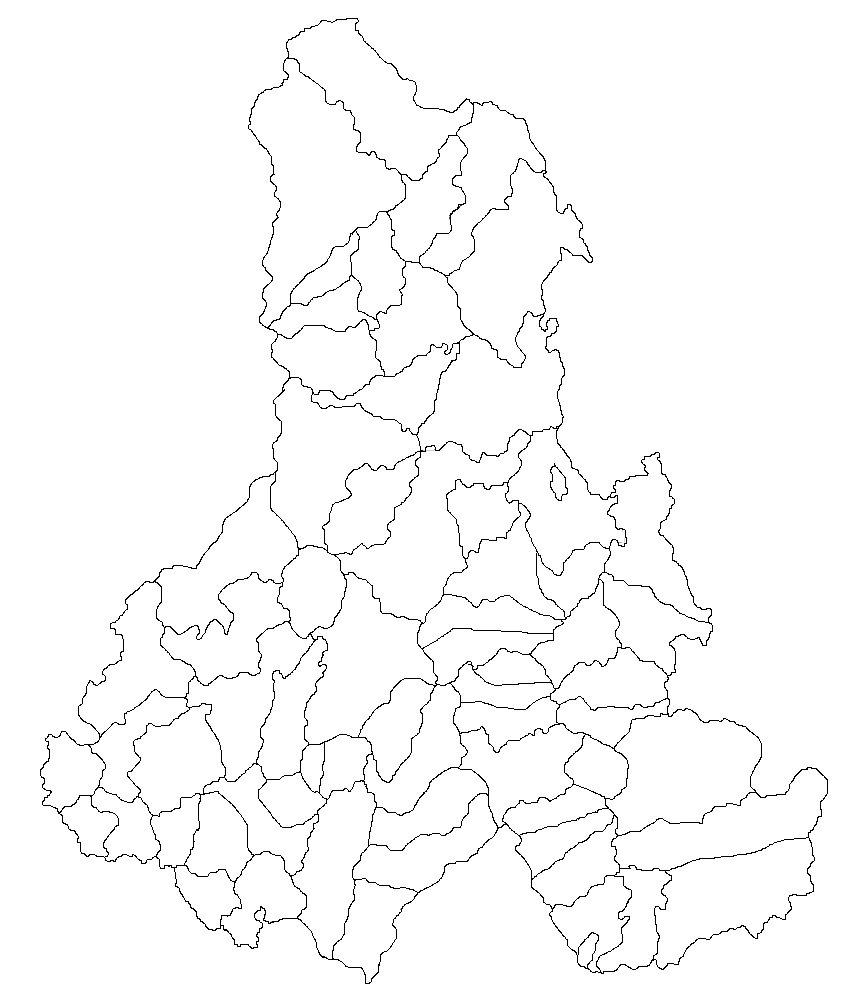
Harta județului cu împărțirea administrativ-teritorială pe comune

1. Atid
2. Avrămești
3. Bilbor
4. Brădești
5. Căpâlnița
6. Cârța
7. Ciceu
8. Ciucsângeorgiu
9. Ciumani
10. Corbu
11. Corund
12. Cozmeni
13. Dănești
14. Dârjiu
15. Dealu
16. Ditrău
17. Feliceni
18. Frumoasa
19. Gălăuțaș
20. Joseni
21. Lăzarea
22. Leliceni
23. Lueta
24. Lunca de Jos
25. Lunca de Sus
26. Lupeni
27. Mădăraș
28. Mărtiniș
29. Merești
30. Mihăileni
31. Mugeni
32. Ocland
33. Păuleni-Ciuc
34. Plăieșii de Jos
35. Porumbeni
36. Praid
37. Racu
38. Remetea
39. Săcel
40. Sâncrăieni
41. Sândominic
42. Sânmartin
43. Sânsimion
44. Sântimbru
45. Sărmaș
46. Satu Mare
47. Secuieni
48. Siculeni
49. Șimonești
50. Subcetate
51. Suseni
52. Tomești
53. Tulgheș
54. Tușnad
55. Ulieș
56. Vărșag
57. Voșlăbeni
58. Zetea